# Kropfgraben
Der Kropfgraben ist ein Tal in der Gemeinde Fohnsdorf, das östlich vom Furtnerhübel (1266 m ü. A.) in den Seckauer Tauern liegt und politisch zu Fohnsdorf gehört. Der den Graben durchfließende Kropfgrabenbach mündet in Flatschach (Stadtgemeinde Spielberg) in den Flatschacherbach – dieser vereinigt sich später mit dem Rattenbergerbach zum Linderbach.